# Université Al-Mustafa International
L'université Al-Mustafa International (MIU) (en arabe : جامعة المصطفىٰ العالمية, en persan : جامعه المصطفی العالمیه) est un institut international universitaire islamique, basé à Qom, en Iran, créé en 1979. Elle est l'un des organes les plus importants d'Iran pour la propagation de l'islam chiite dans d'autres pays. Elle a des succursales internationales et des écoles affiliées dans plus de 50 pays.

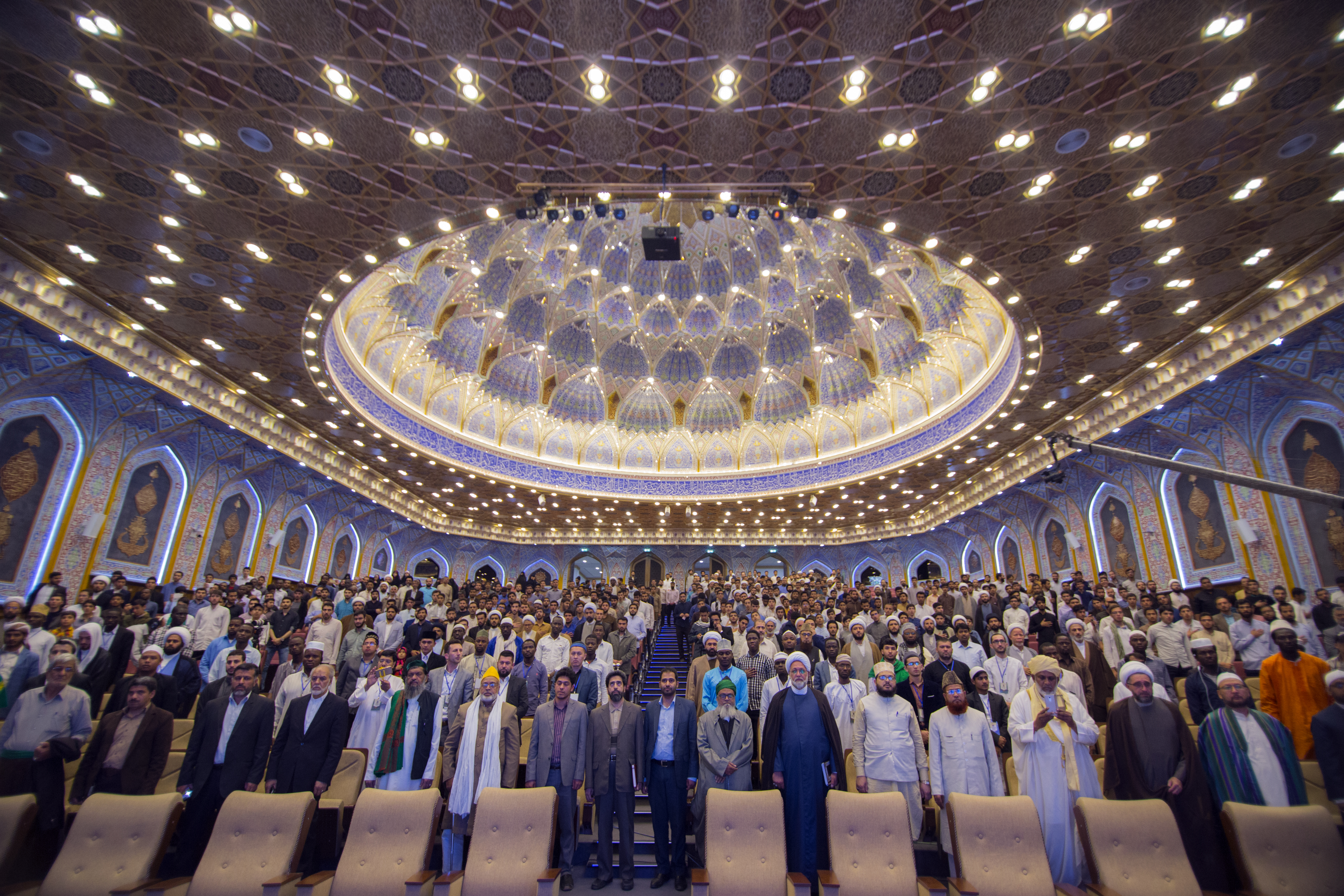
Concours international du Coran pour les étudiants des écoles du séminaire islamique.

L'université dispense une éducation islamique aux étudiants internationaux principalement à un niveau supérieur, dans un format combiné séminaire (hawza) et universitaire axé sur l'étude du Coran, des hadiths, de la jurisprudence islamique, de la philosophie et du discours islamique, du mysticisme islamique, de l'économie, sciences politiques, psychologie, sociologie, éducation, gestion, langues et littératures persane, arabe, française et russe.
Elle propose également des cours de hawza sur l'islam chiite en anglais, arabe et persan.
L'ancien président de l'université Alireza Arafi (en) a déclaré : « Environ cinquante millions de personnes dans le monde sont devenues chiites grâce au réseau de l'université Al-Mustafa International »,.

## Historique
Avant la révolution iranienne de 1979, un petit nombre d'universitaires non iraniens étudiaient à Qom. Après le soulèvement, l'attention a été attirée sur les savants pour la propagation du chiisme. Le but était de former et d'éduquer des groupes d'érudits et de les renvoyer dans leurs pays pour propager et faire progresser les lignes et les objectifs du chiisme dans ces pays. A cette fin, le Conseil des superviseurs des étudiants étrangers a été créé au séminaire de Qom en septembre 1979 et a commencé ses activités à l'école Hojjatieh. La création de ce conseil a été la première étape du processus d'organisation de la section pour les étudiants étrangers du séminaire. 
En 1986, avec les modifications apportées à la structure de ce conseil, le nom de ce conseil a été changé en Centre mondial des sciences islamiques. Jusqu'en 1993, le centre était administré à la lumière de la méthode traditionnelle répandue dans les hawza, et à partir de cette date jusqu'à aujourd'hui, la gestion du centre est passée sous la tutelle du bureau de Seyyed Ali Khamenei.
En 2007, Seyyed Ali Khamenei crée l'université Al-Mustafa International à la place du Centre mondial des sciences islamiques. Seyyed Ali Khamenei mentionne la nécessité d'une coopération entre le Conseil suprême de la révolution culturelle, l'assemblée du rapprochement et l'assemblée d'Ahl al-Bayt avec cette institution nouvellement créée afin que la communauté d'Al-Mustafa puisse réaliser la croissance et le développement de centres scientifiques pour répondre aux besoins du monde contemporain. Alireza Arafi, ancien chef du Centre des sciences islamiques, est nommé par Seyyed Ali Khamenei en tant que président de l'université. « Les étudiants (étudiants étrangers) doivent prêter attention aux concepts islamiques et spirituels précieux basés sur leur mission et profiter des opportunités que la révolution islamique leur offre », a déclaré Arafi lors de la cérémonie d'inauguration de l'université. Al-Mustafa International est une institution théologique, mais elle bénéficiera également de nouvelles expériences scientifiques dans le monde. En novembre 2018, Ali Abbasi a été nommé président de l'université sur proposition du conseil d'administration et l'approbation du Guide de la Révolution.

### Présidents de l'université Al-Mustafa International
Le bureau du président est composé du président et de son conseil d'administration. Le président de l'université est élu par l'imam Ali Khamenei pour un mandat d'une durée de 5 ans et le conseil d'administration pour un mandat de 7 ans.
Liste des présidents de l'université : 
- 2008-2018 : Alireza Arafi (en)
- depuis 2018 : Ali Abbasi

## Composantes
L'université se compose de plusieurs campus et instituts. Elle dispose de huit facultés de sciences religieuses, philosophiques, littéraires et sociales. Les principaux campus et instituts se situent dans la ville de Qom.
Al-Mustafa International compte environ 40 000 étudiants étrangers. Le centre attire des étudiants de 130 nationalités différentes chaque année.

### Campus
- Centre de l'enseignement supérieur Imam Khomeini.
- Centre supérieur de jurisprudence (École Hojjatieh).
- Centre des sciences humaines Al-Mustafa
- École Al-Mahdi (Madrassa Al Mahdi) pour l'apprentissage de la langue persane.
- École Bint Al-Huda.
- Institut international de recherche Al-Mustafa.

### Unités de formation et de recherche
- La faculté de sciences coraniques et du hadith
- La faculté d'études islamiques
- La faculté de droit et de jurisprudence
- La faculté d'éthique et l'éducation islamique
- La faculté de philosophie et de théologie
- La faculté des religions et des spiritualités
- La faculté des langues et de lettres
- La faculté de sociologie

### L'université virtuelle
L'université virtuelle Al-Mustafa est l'une des subdivisions de cette université qui fonctionne en ligne et inscrit des étudiants non iraniens.
Cette section tente d’offrir à toutes les personnes qui s'intéressent aux connaissances islamiques, l'égalité des chances en éducation, en profitant des dernières technologies disponibles dans l'espace virtuel.
En profitant des méthodes les plus récentes de l'enseignement à distance, comprenant l'utilisation d'internet et de systèmes de téléphone portable, l'apprentissage dans cette université se considère comme un enseignement interactif. Dans cette méthode, toutes les étapes de l'inscription à l'université, comprenant la sélection des unités, l'évaluation académique, les services d'enseignement, de recherche et les services culturels sont tous organisés à distances par l'intermédiaire du site web de l'université. Les étudiants s'élancent, étape par étape, vers des niveaux plus élevés, de vertus, d'excellence et de science en profitant d'un contenu  qui leur est fourni sous la direction d'enseignants et de professeurs expérimentés.

### Érudits sunnites
Certains des étudiants étrangers admis à Al-Mustafa sont sunnites. L'éducation est un peu difficile pour certains étudiants étrangers qui ont une religion autre que chiite bien que toutes les religions soient libres d'entrer. Contrairement à des villes comme Téhéran, Qom ou Mechhed, à Gorgan la plupart des étudiants sont sunnites ce qui facilite un peu plus leur éducation.

## Relations internationales

### Adhésion à des organisations internationales
Outre sa participation à un forum scientifique et culturel international, l'université Al-Mustafa International est membre des forums et organisations scientifiques internationaux suivants:
- Organisation du monde islamique pour l'éducation, les sciences et la culture (ICESCO)
- Association internationale des universités (AIU)
- Association internationale des présidents d'université (IAUP)
- Association des universités d'Asie et du Pacifique (AUAP)
- Union des étudiants du monde islamique (Rohama)

### Relations avec le Hezbollah
Le 17 septembre 2010, Hassan Nasrallah, secrétaire général du Hezbollah, a rencontré Alireza Arafi, ancien président de l'université Al-Mustafa, et son entourage. Des discussions ont eu lieu sur les derniers défis du monde islamique dans le cadre d'un complot à grande échelle pour entraîner les musulmans dans des guerres mineures.

## Sanctions
Le 8 décembre 2020, le département du Trésor des États-Unis a mis en place des sanctions à l'imposant réseau universitaire en raison de son implication dans le recrutement d'étudiants afghans et pakistanais pour combattre dans le conflit syrien et car la force d'élite iranienne Al-Qods, la branche des opérations à l'étranger du Corps des gardiens de la révolution islamique, utilisait les branches étrangères de l'université comme « plate-forme de recrutement » pour « la collecte de renseignements et les opérations ». Un groupe de 175 législateurs iraniens a publié un communiqué condamnant la récente décision des États-Unis d'imposer des sanctions à l'université Al-Mustafa International.
Le 31 octobre 2022, le Canada émet des sanctions contre l'université Al-Mustafa International et ainsi que contre la police iranienne et contre 4 responsables de la police et de la justice, pour leurs implications contre la répression des manifestations de 2022 en Iran,.